# Hengill
Hengill är ett berg och en vulkan i republiken Island. Det ligger i regionen Suðurland. Toppen på Hengill är 805 meter över havet.
Inom vulkanologin kallas området även för Hengill-trippelpunkten, eftersom det är där Reykjanes sprickzon möter den västisländska aktiva vulkaniska zonen och båda möter även den sydisländska förkastnings- och sprickzonen.

## Aktivt vulkaniskt system
Området är fortfarande vulkaniskt aktivt, vilket framgår av de många varma källorna och fumarolerna i området. Detta är ett område med hög temperatur. Till exempel ligger en av de mest produktiva ångkällorna i landet i Innstidalur mellan Hengill och Skarðsmýrarfjall.
Mellan 1994 och 2002 upptäcktes ett ovanligt stort antal jordbävningar i området kring Hengill-trippelpunkten. Dessutom visade GPS-mätningar en betydande utbuktning mellan Hrómundartindur- och Grensdalur-systemen. Dessa tecken på magmainjektioner kunde dock inte längre upptäckas efter 2002.